# Finnkampen 2010
Finnkampen 2010 hölls på Olympiastadion i Helsingfors 27–28 augusti 2010. De svenska herrarna förlorade sin kamp med -19 poäng (195-214), vilket var mycket bättre än de -44 poäng som årsbästat innan angav. Sveriges damer lyckades vinna sin tionde raka vinst efter förkrossande 226-182 (+44 poäng). Sverige förlorade båda juniorkamperna.

## Damer
Not: Ställning efter dag 1 Fin - Swe 93 - 111 
 Slutställningen Fin - Swe 182 - 226
Eftersom Finland är hemmalag står deras poäng först
| Gren      | Etta                                                                   | Tvåa                                                                   | Trea                                                                   | Fyra                                                                | Femma                                                               | Sexa                                                                |
| 100 m     | Carolina Klüft                                                         | Lena Berntsson                                                         | Emma Rienas                                                            | Sari Keskitalo                                                      | Jasmin Showlah                                                      | Noora Hämäläinen                                                    |
| 6-16      | 11,60                                                                  | 11,73                                                                  | 11,76                                                                  | 11,86                                                               | 11,86                                                               | 11,87                                                               |
| 200 m     | Elin Backman                                                           | Moa Hjelmer                                                            | Helene Bourdin                                                         | Anna Hämäläinen                                                     | Sari Keskitalo                                                      | Tiina Leppäkoski                                                    |
| 6-16      | 23,98                                                                  | 23,99                                                                  | 24,22                                                                  | 24,53                                                               | 24,63                                                               | 25,16                                                               |
| 400 m     | Helene Bourdin                                                         | Rebecca Högberg                                                        | Josefin Magnusson                                                      | Jenniina Halkoaho                                                   | Aino Paunonen                                                       | Nelli Toivo                                                         |
| 6-16      | 53,64                                                                  | 54,46                                                                  | 54,69                                                                  | 55,61                                                               | 55,67                                                               | 56,06                                                               |
| 800 m     | Charlotte Schönbeck                                                    | Suvi Selvenius                                                         | Mari Järvenpää                                                         | Viktoria Tegenfeldt                                                 | Elin Moraiti                                                        | Heidi Marttinen                                                     |
| 10-12     | 2:03,83                                                                | 2:06,34                                                                | 2:06,45                                                                | 2:07,29                                                             | 2:07,83                                                             | 2:08,33                                                             |
| 1 500 m   | Charlotte Schönbeck                                                    | Sandra Eriksson                                                        | Mari Järvenpää                                                         | Heidi Eriksson                                                      | Viktoria Tegenfeldt                                                 | Charlotta Fougberg                                                  |
| 12-10     | 4:20,98                                                                | 4:21,64                                                                | 4:22,97                                                                | 4:23,69                                                             | 4:24,35                                                             | 4:32,21                                                             |
| 5 000 m   | Malin Liljestedt                                                       | Minna Nummela                                                          | Anna von Schenk                                                        | Saara Pekkarinen                                                    | Karin Sennvall                                                      | Elina Lindgren                                                      |
| 9-13      | 16:43,38                                                               | 16:44,17                                                               | 16:44,85                                                               | 16:46,13                                                            | 16:50,83                                                            | 17:15,10                                                            |
| 10 000 m  | Isabellah Andersson                                                    | Anna von Schenk                                                        | Susanne Grimfors                                                       | Laura Markovaara                                                    | Leena Puotiniemi                                                    | Hanna Jantunen                                                      |
| 6-16      | 33:34,50                                                               | 34:15,14                                                               | 34:16,53                                                               | 34:28,05                                                            | 34:33,07                                                            | 34:34,57                                                            |
| 100 m h   | Emma Tuvesson                                                          | Nooralotta Neziri                                                      | Ida Aidanpää                                                           | Elin Westerlund                                                     | Elisa Leinonen                                                      | Caroline Lundahl                                                    |
| 11-11     | 13,39                                                                  | 13,50                                                                  | 13,58                                                                  | 13,60                                                               | 13,62                                                               | 14,14                                                               |
| 400 m h   | Ilona Ranta                                                            | Frida Persson                                                          | Emma Millard                                                           | Emilia Granqvist                                                    | Ulrika Johansson                                                    | Anniina Laininen                                                    |
| 12-10     | 58,19                                                                  | 59,01                                                                  | 59,01                                                                  | 59,01                                                               | 59,98                                                               | 60,61                                                               |
| 3 000 m h | Sandra Eriksson                                                        | Janica Mäkelä                                                          | Minna-Mari Kangas                                                      | Lena Örn                                                            | Charlotta Fougberg                                                  | (Ingen deltagare)                                                   |
| 16-5      | 9:55,37                                                                | 10:12,45                                                               | 10:15,65                                                               | 10:21,03                                                            | 10:37,08                                                            | -                                                                   |
| Höjdhopp  | Ebba Jungmark                                                          | Maiju Mattila                                                          | Anna Alexson Victoria Dronsfield                                       |                                                                     | Hanna Grobler                                                       | Laura Rautanen                                                      |
| 8-14      | 1,83                                                                   | 1,80                                                                   | 1,77                                                                   | -                                                                   | 1,74                                                                | 1,74                                                                |
| Stavhopp  | Minna Nikkanen                                                         | Malin Dahlström                                                        | Michaela Meijer                                                        | Vanessa Vandy                                                       | Hanna-Mia Persson                                                   | Tiina Taavitsainen                                                  |
| 10-11     | 4,35                                                                   | 4,05                                                                   | 4,05                                                                   | 4,05                                                                | 3,95                                                                | Ingen höjd                                                          |
| Längdhopp | Carolina Klüft                                                         | Noora Pesola                                                           | Erica Jarder                                                           | Jasmine Andersson                                                   | Elina Torro                                                         | Sofia Sadeharju                                                     |
| 8-14      | 6,34                                                                   | 6,06                                                                   | 5,97                                                                   | 5,96                                                                | 5,92                                                                | 5,88                                                                |
| Tresteg   | Elina Torro                                                            | Sanna Nygård                                                           | Angelica Ström                                                         | Malin Marmbrandt                                                    | Essi Lindgren                                                       | Kajsa Levin                                                         |
| 14-8      | 12,97                                                                  | 12,87                                                                  | 12,64                                                                  | 12,62                                                               | 12,59                                                               | 12,46                                                               |
| Kula      | Helena Engman                                                          | Suvi Helin                                                             | Catarina Andersson                                                     | Niina Kelo                                                          | Hennariikka Järvinen                                                | Mikaela Johansson                                                   |
| 10-12     | 17,69                                                                  | 15,17                                                                  | 15,15                                                                  | 15,12                                                               | 14,45                                                               | 14,21                                                               |
| Diskus    | Anna Söderberg                                                         | Sanna Kämäräinen                                                       | Tanja Komulainen                                                       | Sofia Larsson                                                       | Elina Mattila                                                       | Jenny Johansson                                                     |
| 11-11     | 58,85                                                                  | 56,14                                                                  | 55,01                                                                  | 52,01                                                               | 50,38                                                               | 47,39                                                               |
| Spjut     | Sanni Utriainen                                                        | Annika Petersson                                                       | Jelena Jaakola                                                         | Oona Sormunen                                                       | Anna Wessman                                                        | Marlene Lindström                                                   |
| 14-8      | 57,26                                                                  | 55,15                                                                  | 53,80                                                                  | 51,97                                                               | 51,09                                                               | 49,21                                                               |
| Slägga    | Cecilia Nilsson                                                        | Tracey Andersson                                                       | Merja Korpela                                                          | Lena Solvin                                                         | Sini Latvala                                                        | Emma Johannesson                                                    |
| 9-13      | 67,67                                                                  | 67,40                                                                  | 66,66                                                                  | 64,57                                                               | 64,12                                                               | 63,21                                                               |
| 4x100 m   | Sverige Emma Rienas Lena Berntsson Elin Backman Carolina Klüft         | Sverige Emma Rienas Lena Berntsson Elin Backman Carolina Klüft         | Sverige Emma Rienas Lena Berntsson Elin Backman Carolina Klüft         | Finland Jasmin Showlah Noora Hämäläinen Sari Keskitalo Jenna Jokela | Finland Jasmin Showlah Noora Hämäläinen Sari Keskitalo Jenna Jokela | Finland Jasmin Showlah Noora Hämäläinen Sari Keskitalo Jenna Jokela |
| 2-5       | 44,21                                                                  | 44,21                                                                  | 44,21                                                                  | 45,23                                                               | 45,23                                                               | 45,23                                                               |
| 4x400 m   | Sverige Josefin Magnusson Sandra Wagner Rebecca Högberg Helene Bourdin | Sverige Josefin Magnusson Sandra Wagner Rebecca Högberg Helene Bourdin | Sverige Josefin Magnusson Sandra Wagner Rebecca Högberg Helene Bourdin | Finland Jenniina Halkoaho Ilona Ranta Emma Millard Aino Paunonen    | Finland Jenniina Halkoaho Ilona Ranta Emma Millard Aino Paunonen    | Finland Jenniina Halkoaho Ilona Ranta Emma Millard Aino Paunonen    |
| 2-5       | 3:37,48                                                                | 3:37,48                                                                | 3:37,48                                                                | 3:40,26                                                             | 3:40,26                                                             | 3:40,26                                                             |

### Gång
| Gren      | Etta        | Tvåa           | Trea           | Fyra             | Femma           | Sexa           |
| 5 km gång | Mari Olsson | Anne Halkivaha | Tiina Muinonen | Mikaela Löfbacka | Ellinor Hogrell | Helena Sandmer |
| 12-10     | 23:45,6     | 23:57,3        | 24:29,7        | 24:36,0          | 27:18,9         | 29:05,7        |

## Herrar
Not: Ställning efter dag 1 Fin - Swe 107 - 98 
 Slutställningen Fin - Swe 214 - 195
Eftersom Finland är hemmalag står deras poäng först
| Gren      | Etta                                                                  | Tvåa                                                                  | Trea                                                                  | Fyra                                                                       | Femma                                                                      | Sexa                                                                       |
| 100 m     | Jonathan Åstrand                                                      | Tom Kling Baptiste                                                    | Joni Rautiainen                                                       | Alexander Nordkvist                                                        | Hannu Hämäläinen                                                           | Oskar Åberg                                                                |
| 13-9      | 10,46                                                                 | 10,60                                                                 | 10,67                                                                 | 10,69                                                                      | 10,71                                                                      | 10,75                                                                      |
| 200 m     | Jonathan Åstrand                                                      | Nil de Oliveira                                                       | Joni Rautanen                                                         | Alexander Nordkvist                                                        | Tom Kling Baptiste                                                         | Henri Parikka                                                              |
| 12-10     | 20,83                                                                 | 21,09                                                                 | 21,09                                                                 | 21,21                                                                      | 21,39                                                                      | 21,49                                                                      |
| 400 m     | Nil de Oliveira                                                       | Johan Wissman                                                         | Matti Välimäki                                                        | Fredrik Johansson                                                          | Visa Hongisto                                                              | Santeri Tukia                                                              |
| 7-15      | 46,98                                                                 | 47,12                                                                 | 47,22                                                                 | 47,80                                                                      | 48,32                                                                      | 48,75                                                                      |
| 800 m     | Joni Jaako                                                            | Jonas Hamm                                                            | Robin Rohlén                                                          | Karim Mohammadi                                                            | Tommy Granlund                                                             | Mikko Lahtio                                                               |
| 7-14      | 1:52,61                                                               | 1:52,70                                                               | 1:52,87                                                               | 1:53,50                                                                    | 1:53,56                                                                    | Diskad                                                                     |
| 1 500 m   | Niclas Sandells                                                       | Jonas Hamm                                                            | Jonas Leanderson                                                      | Riku Marttinen                                                             | Johan Waldén                                                               | Martin Nilson                                                              |
|           | 3:46,36                                                               | 3:47,22                                                               | 3:47,71                                                               | 3:47,74                                                                    | 3:48,68                                                                    | 3:52,87                                                                    |
| 5 000 m   | Matti Räsänen                                                         | Oskar Käck                                                            | Johan Wallerstein                                                     | Mustafa Mohammed                                                           | Jussi Utriainen                                                            | Tuomas Jokinen                                                             |
| 10-12     | 14:02,35                                                              | 14:02,50                                                              | 14:03,58                                                              | 14:04,96                                                                   | 14:12,63                                                                   | 14:28,66                                                                   |
| 10 000 m  | Oskar Käck                                                            | Matti Räsänen                                                         | Mats Granström                                                        | Jussi Utriainen                                                            | Obed Kipkurui                                                              | Erik Petersson                                                             |
| 10-12     | 29:04,56                                                              | 29:05,07                                                              | 29:07,24                                                              | 29:10,57                                                                   | 29:13,19                                                                   | 30:02,22                                                                   |
| 110 m h   | Philip Nossmy                                                         | Antti Korkealaakso                                                    | Markus Vilen                                                          | Robert Kronberg                                                            | Joona-Ville Heinä                                                          | Rafael Askros                                                              |
| 11-11     | 13,78                                                                 | 13,94                                                                 | 14,19                                                                 | 14,27                                                                      | 14,34                                                                      | 14,39                                                                      |
| 400 m h   | Thomas Nikitin                                                        | Jussi Heikkilä                                                        | Niklas Larsson                                                        | Petteri Monni                                                              | Marcus Nilsson                                                             | Panu Pasanen                                                               |
| 9-13      | 51,55                                                                 | 51,73                                                                 | 52,18                                                                 | 52,21                                                                      | 52,62                                                                      | 52,78                                                                      |
| 3 000 m h | Mustafa Mohamed                                                       | Janne Ukonmaanaho                                                     | Joonas Harjamäki                                                      | Mikael Talasjoki                                                           | Daniel Lundgren                                                            | Per Jacobsen                                                               |
| 12-10     | 8:34,99                                                               | 8:36,74                                                               | 8:43,84                                                               | 8:45,71                                                                    | 8:51,49                                                                    | 8:52,28                                                                    |
| Höjdhopp  | Osku Torro                                                            | Jussi Viita                                                           | Erik Sundlöf                                                          | Mehdi Alkhatib                                                             | Emil Svensson                                                              | Mauri Kaattari                                                             |
| 13-9      | 2,20                                                                  | 2,20                                                                  | 2,17                                                                  | 2,09                                                                       | 2,09                                                                       | 2,05                                                                       |
| Stavhopp  | Eemeli Salomäki                                                       | Vesa Rantanen                                                         | Oscar Janson                                                          | Jere Bergius                                                               | Erik Thorstensson                                                          | Gustaf Hultgren                                                            |
| 15-7      | 5,50                                                                  | 5,40                                                                  | 5,30                                                                  | 5,10                                                                       | 5,00                                                                       | 4,80                                                                       |
| Längdhopp | Michel Tornéus                                                        | Roni Ollikainen                                                       | Tommi Evilä                                                           | Petteri Lax                                                                | Andreas Otterling                                                          | Robert Bagge                                                               |
| 12-10     | 7,95                                                                  | 7,81                                                                  | 7,79                                                                  | 7,75                                                                       | 7,64                                                                       | 7,25                                                                       |
| Tresteg   | Andreas Otterling                                                     | Mikko Kivinen                                                         | Aleksi Tammentie                                                      | Mathias Ström                                                              | Daniel Lennartsson                                                         | Janne Harju                                                                |
| 10-12     | 16,21                                                                 | 15,82                                                                 | 15,60                                                                 | 15,58                                                                      | 15,46                                                                      | 15,07                                                                      |
| Kula      | Niklas Arrhenius                                                      | Jimmy Nordin                                                          | Robert Häggblom                                                       | Mats Olsson                                                                | Mikko Viitamaa                                                             | Mika Lönnblad                                                              |
| 7-15      | 19,48                                                                 | 18,52                                                                 | 18,16                                                                 | 17,98                                                                      | 17,29                                                                      | 17,21                                                                      |
| Diskus    | Niklas Arrhenius                                                      | Frantz Kruger                                                         | Mikko Kyyrö                                                           | Mika Loikkanen                                                             | Robert Melin                                                               | Ulf Ankarling                                                              |
| 12-10     | 62,26                                                                 | 59,58                                                                 | 58,74                                                                 | 56,96                                                                      | 55,87                                                                      | 53,78                                                                      |
| Spjut     | Tero Pitkämäki                                                        | Ari Mannio                                                            | Teemu Wirkkala                                                        | Kim Amb                                                                    | Daniel Ragnvaldsson                                                        | Olof Hansson                                                               |
| 16-6      | 84,08                                                                 | 83,48                                                                 | 80,58                                                                 | 77,81                                                                      | 75,72                                                                      | 68,25                                                                      |
| Slägga    | Olli-Pekka Karjalainen                                                | David Söderberg                                                       | Tuomas Seppänen                                                       | Mattias Jons                                                               | Markus Johansson                                                           | Stefan Kvist                                                               |
| 16-6      | 76,44                                                                 | 75,63                                                                 | 74,11                                                                 | 70,20                                                                      | 68,10                                                                      | 66,48                                                                      |
| 4x100 m   | Finland Henri Parikka Joni Rautanen Jonathan Åstrand Hannu Hämäläinen | Finland Henri Parikka Joni Rautanen Jonathan Åstrand Hannu Hämäläinen | Finland Henri Parikka Joni Rautanen Jonathan Åstrand Hannu Hämäläinen | Sverige Tom Kling Baptiste Alexander Nordkvist Oskar Åberg Nil de Oliveira | Sverige Tom Kling Baptiste Alexander Nordkvist Oskar Åberg Nil de Oliveira | Sverige Tom Kling Baptiste Alexander Nordkvist Oskar Åberg Nil de Oliveira |
| 5-2       | 39,62                                                                 | 39,62                                                                 | 39,62                                                                 | 40,17                                                                      | 40,17                                                                      | 40,17                                                                      |
| 4x400 m   | Sverige Niklas Larsson Oskar Åberg Fredrik Johansson Nil de Oliveira  | Sverige Niklas Larsson Oskar Åberg Fredrik Johansson Nil de Oliveira  | Sverige Niklas Larsson Oskar Åberg Fredrik Johansson Nil de Oliveira  | Finland Petteri Monni Santeri Tukia Visa Hongisto Matti Välimäki           | Finland Petteri Monni Santeri Tukia Visa Hongisto Matti Välimäki           | Finland Petteri Monni Santeri Tukia Visa Hongisto Matti Välimäki           |
| 2-5       | 3:11,46                                                               | 3:11,46                                                               | 3:11,46                                                               | 3:11,70                                                                    | 3:11,70                                                                    | 3:11,70                                                                    |

### Gång
| Gren       | Etta               | Tvåa            | Trea           | Fyra         | Femma        | Sexa              |
| 10 km gång | Andreas Gustafsson | Heikki Kukkonen | Anatole Ibanez | Antti Kempas | Aleksi Ojala | Christer Svensson |
| 10-12      | 40:59,3            | 41:05,0         | 42:38,5        | 43:04,6      | 45:24,3      | 46:00,2           |